# 다치마역
다치마역(일본어: 立間駅 타치마에키[*])은 일본 에히메현 우와지마시에 있는 시코쿠 여객철도 요산선의 역이다. 역 번호는 U24이며, 섬식 승강장 1면 2선의 구조를 지닌 지상역이다.

## 역사
- 1941년 7월 2일 : 개업.
- 1971년 11월 6일 : 무인화.
- 1987년 4월 1일 : 민영화에 따라, 시코쿠 여객철도로 이관.

## 인접 정차역
| 시코쿠 여객철도 요산선        | 시코쿠 여객철도 요산선 | 시코쿠 여객철도 요산선        |
| ----------------------------- | ---------------------- | ----------------------------- |
| U 23 시모우와 무카이바라 방면 | 요산 선                | 이요요시다 U 25 우와지마 방면 |